# 林雄司
林 雄司（はやし ゆうじ、1971年3月6日 - ）は、日本のライターである。
東京都練馬区出身。1996年以降、個人でウェブサイト『東京トイレマップ』『Webやぎの目』等を開設し、『Webやぎの目』内のコンテンツ『死ぬかと思った』等をまとめた書籍を著す。また自らが設立したデイリーポータルZ株式会社の社長であり、同社によるウェブサイト「デイリーポータルZ」のウェブマスターおよび編集長を務めている。
「デイリーポータルZ」のライターでもあるイラストレーターのべつやくれいは妻。別役実は岳父。

## 来歴
1971年、東京都練馬区に生まれる。東京都立西高等学校卒業後、埼玉大学教養学部でコミュニケーション論を専攻する。
1993年に富士通子会社の株式会社ジー・サーチに入社、富士通のプロバイダー事業の運営に関わる。
1996年、個人サイトとして『東京トイレマップ』を立ち上げ、多くのメディアに取り上げられた。個人サイト『Webやぎの目』も同年に開始。同サイト内の、読者が命の危機を感じた体験を投稿する『死ぬかと思った』は書籍化され、その売り上げはシリーズ累計150万部を超えている。
1999年に複数のプロバイダーを@niftyに一本化することになり、その運営母体であるニフティに出向、約1年後にニフティに転籍した。
ニフティでは旅行サイト「Travel@nifty」や、ポータルサイト「portal.nifty.com」の立ち上げに関わる。2002年より「デイリーポータルZ」を開始。以後、同サイトのウェブマスターおよび編集長としてサイト全体の運営を行う。
2017年11月1日に、デイリーポータルZの事業譲渡に伴い、編集部員と共にニフティからイッツ・コミュニケーションズに転籍した。
2021年4月1日に、デイリーポータルZの事業譲渡に伴い、編集部員と共にイッツ・コミュニケーションズから東急メディア・コミュニケーションズに転籍した。
2024年1月1日に、デイリーポータルZの事業譲渡に伴い、東急メディア・コミュニケーションズから林が新規設立したデイリーポータルZ株式会社に転籍。新会社は林一名のみの所属となり、一部の編集部員は業務委託の形で継続してサイト運営に関わることとなる。

## 著書
- 『においカミングアウト』光進社、2001年6月
- 『牛肉きどり』オーエス出版社、2002年8月[17]
- 『やぎの目絵日記』林雄司 著,田尻彩子 編、アスペクト、2005年4月[18]
- 『小エロのひみつ』イースト・プレス、2006年1月
- 『やぎの目ゴールデンベスト』アスキー、2006年11月[19]
- 『世界のエリートは大事にしないが、普通の人にはそこそこ役立つビジネス書』扶桑社、2014年4月
- 『会社でビリのサラリーマンが1年でエリートになれるかもしれない話』扶桑社、2015年5月
- 『テレワークの達人がやっているゆかいな働き方』青春出版社、2020年11月
- 『日本地図をなぞって楽しむ 地図なぞり』林雄司 著,古橋大地 監修、ダイヤモンド社、2021年7月
- 『ビジネスマン超入門365』林雄司 文,ヨシタケシンスケ 絵、太田出版、2024年3月

### 編著
- 『死ぬかと思った』1 - 9、アスペクト、1巻-2000年2月、2巻-2001年1月、3巻-2002年7月、4巻-2003年3月、5巻-2004年3月、6巻-2005年3月、7巻-2006年3月、8巻-2007年3月、9巻-2008年3月[20]
- 『低レベル臨死体験 死ぬかと思った』　アスペクト、2013年8月

### 共著
- 林雄司・大塚幸代・住正徳『おとなの自由研究』アスペクト、2004年3月
- 大北栄人・林雄司『あたらしい散歩 専門家の目で東京を歩く』Pヴァイン、2025年4月

## 出演

### テレビ
- トゥナイト2 - 1999年頃に『東京トイレマップ』が紹介された。レポーターは山本晋也であった。

### ラジオ
- WEST-SIDE TOKYO（エフエム富士） - 2009年頃に、毎週土曜日の朝に自宅から電話で生出演した。木河淳を相手に、主にDPZの記事について話した。